# Rail Shooter
Der Rail Shooter ist eine Unterkategorie des Shoot ’em up. Die Kontrollmöglichkeiten werden hierbei auf das Kontrollieren einer virtuellen Waffe beschränkt, da der Spieler keine direkte Kontrolle über den Weg seines Spielcharakters ausüben kann. Auch das Sichtfeld des Spielers wird vom Spiel vorgegeben. Mit Aufkommen von bewegungsempfindlichen Controllern für Heimspieleconsolen bekam das Genre frischen Wind.
Lightgun-Shooter und Scrolling-Shooter werden zu diesem Genre gezählt, während die Allgemeinheit vor allem das Bewegen wie auf einer Schiene mit diesen Spielen assoziiert.

## Traditionelle Rail Shooter
Dieser Begriff beschreibt normalerweise Spiele, in welchen der Spieler seinen Spielcharakter nur auf einer vertikalen, festgelegten Linie bewegt und kaum Kontrolle über die Horizontale hat. Der wichtigste Unterschied zu einem Lightgun Shooter ist, dass der Spieler in traditionellen Rail-Shootern Kugeln und anderen Gefahren nur in der Bildschirmperspektive selbst ausweichen kann. Dieses Genre hält normalerweise weniger Gegner bereit als Scrolling Shooter, da das Ausweichen und Schießen durch die eingeschränkte Perspektive erschwert wird. Der erste 3D-Rail-Shooter war Silpheed.

## Bekannte Rail Shooter
- Star Wars (1983) – Atari/Arcade-Spiel
- Space Harrier (1985)
- Star Wars: Rebel Assault (1993)
- Star Fox/Starwing (1993)
- Panzer Dragoon (1995)
- Titan Wars (1995)
- Star Wars: Rebel Assault II – The Hidden Empire (1996)
- The House of the Dead (1996)
- Rez (2001)
- Resident Evil: The Umbrella Chronicles (2007)
- Dead ’n’ Furious (2007)
- Resident Evil: The Darkside Chronicles (2009)
- Child of Eden (2011)